# Андреевский район (Туркменская ССР)
Андреевский район — единица административного деления Туркменской ССР, существовавшая с декабря 1938 по декабрь 1955 года.
Андреевский район был образован в декабре 1938 в составе Ташаузского округа.
В ноябре 1939, в связи с вводом в Туркменской ССР областного деления, Андреевский район вошёл в состав Ташаузской области.
В 1949 году район делился на 8 сельсоветов: I Алтмыш, II Алтмыш, Майли-Дженгель, I Розумюой, II Розумбой, Таза-Базар, I Хамзашик, II Хамзашик.
В декабре 1955 Андреевский район был упразднён.